# Trohe
Trohe ist mit 25,9 Hektar Gemarkungsfläche und rund 770 Einwohnern der kleinste Ortsteil der Gemeinde Buseck im mittelhessischen Landkreis Gießen.

## Geographische Lage
Der Ort wird von der Wieseck durchflossen und grenzt im Norden an Alten-Buseck, im Osten an Großen-Buseck, im Süden an den Gießener Stadtteil Rödgen und im Westen an Wieseck (ebenfalls zu Gießen). Die ausgesprochen kleine Gemarkung ist fast vollständig bebaut. Im Norden und Osten wurde die Bebauung auf die Gemarkung von Alten-Buseck ausgeweitet.

## Geschichte

### Ortsgeschichte
Das Bestehen des Ortes lässt sich indirekt durch Nennung der Familie de Traha bis in das Jahr 1210 urkundlich zurückverfolgen. In erhaltenen Urkunden späterer Zeit wurde der Ort oder die Familie unter den folgenden Bezeichnungen erwähnt (in Klammern das Jahr der Erwähnung): Drahe (1232), Draha (1247), Draye (1333), Draehe (1378), Drawe (1387), Trahe (1432), Droe (1465) und Throe.
1340 verfügte Trohe über ein eigenes Gericht ohne Beidörfer, über dessen Ursprung allerdings nichts Näheres bekannt ist.
Die Statistisch-topographisch-historische Beschreibung des Großherzogthums Hessen berichtet 1830 über Trohe:

„Trohe (L. Bez. Giessen) evangel. Filialdorf; liegt 1 1⁄4 St. von Giessen an der Wieseck, hat 24 Häuser und 145 evangelische Einwohner. Der Ort hat 2 Mahlmühlen, womit 1 Walkmühle verbunden ist. – Eine von diesem Orte benannte Familie (oft auch von Drahe geschrieben), gehörte zu den Busecker Ganerben, und 1233 erscheint ein Eberwin von Trohe. Diese Familie beschließt 1641 mit Philipp Heinrich von Trohe, den Mannsstamm. Trohe gehörte demnach wahrscheinlich ursprünglich zum Busecker Thal, und kam durch Heimfall von demselben ab.“

Überregional bekannt wurde Trohe durch die seit 1999 sechs Mal durchgeführten Troher Weihnachtslichter, die ursprünglich von der CURSOR Software AG als Marketinginstrument für den Börsengang ersonnen wurde. Das Dorf bezeichnete sich als „Welthauptstadt der Weihnachtslichter“ und spendete die Erlöse für einen guten Zweck. Im Jahr 2007 fand die Aktion zum letzten Mal statt.
Hessische Gebietsreform (1970–1977)
Im Zuge der Gebietsreform in Hessen wurde die bis dahin selbstständige Gemeinde Trohe zum 1. Oktober 1971 auf freiwilliger Basis in die Gemeinde Großen-Buseck eingegliedert, die ihrerseits am 1. Januar 1977 durch das Gesetz zur Neugliederung des Dillkreises, der Landkreise Gießen und Wetzlar und der Stadt Gießen mit den Gemeinden Beuern und Alten-Buseck zur Gemeinde Buseck zusammengeschlossen wurde. Für die ehemals eigenständigen Gemeinden von Buseck wurden Ortsbezirke mit Ortsbeirat und Ortsvorsteher nach der Hessischen Gemeindeordnung gebildet.

### Verwaltungsgeschichte im Überblick
Die folgende Liste zeigt die Staaten und Verwaltungseinheiten, denen Trohe angehört(e):
- vor 1567: Heiliges Römisches Reich, Landgrafschaft Hessen, eigenes Gericht
- ab 1567: Heiliges Römisches Reich, Landgrafschaft Hessen-Marburg, eigenes Gericht[9]
- 1604–1648: Heiliges Römisches Reich, strittig zwischen Landgrafschaft Hessen-Darmstadt und Landgrafschaft Hessen-Kassel (Hessenkrieg)
- ab 1648: Heiliges Römisches Reich, Landgrafschaft Hessen-Darmstadt, Oberfürstentum Hessen, Oberamt Gießen (ab 1789), Gericht Lollar (ab 1778)[10]
- ab 1806: Großherzogtum Hessen,[Anm. 2] Fürstentum Oberhessen, Stadtamt Gießen[11][12]
- ab 1815: Großherzogtum Hessen, Provinz Oberhessen, Stadtamt Gießen[13]
- ab 1821: Großherzogtum Hessen, Provinz Oberhessen, Landratsbezirk Gießen[Anm. 3]
- ab 1832: Großherzogtum Hessen, Provinz Oberhessen, Kreis Grünberg
- ab 1837: Großherzogtum Hessen, Provinz Oberhessen, Kreis Gießen
- ab 1848: Großherzogtum Hessen, Regierungsbezirk Gießen
- ab 1852: Großherzogtum Hessen, Provinz Oberhessen, Kreis Gießen
- ab 1867: Norddeutscher Bund,[Anm. 4] Großherzogtum Hessen, Provinz Oberhessen, Kreis Gießen
- ab 1871: Deutsches Reich, Großherzogtum Hessen, Provinz Oberhessen, Kreis Gießen
- ab 1918: Deutsches Reich (Weimarer Republik), Volksstaat Hessen, Provinz Oberhessen, Kreis Gießen
- ab 1938: Deutsches Reich, Volksstaat Hessen, Landkreis Gießen[14][Anm. 5]
- ab 1945: Amerikanische Besatzungszone,[Anm. 6] Groß-Hessen, Regierungsbezirk Darmstadt, Landkreis Gießen
- ab 1946: Amerikanische Besatzungszone, Hessen, Regierungsbezirk Darmstadt, Landkreis Gießen
- ab 1949: Bundesrepublik Deutschland, Hessen, Regierungsbezirk Darmstadt, Landkreis Gießen
- ab 1971: Bundesrepublik Deutschland, Hessen, Regierungsbezirk Darmstadt, Landkreis Gießen, Gemeinde Großen-Buseck
- ab 1977: Bundesrepublik Deutschland, Hessen, Regierungsbezirk Darmstadt, Lahn-Dill-Kreis,Gemeinde Buseck
- ab 1979: Bundesrepublik Deutschland, Hessen, Regierungsbezirk Darmstadt, Landkreis Gießen, Gemeinde Buseck
- ab 1981: Bundesrepublik Deutschland, Hessen, Regierungsbezirk Gießen, Landkreis Gießen, Gemeinde Buseck

### Gerichte seit 1803
In der Landgrafschaft Hessen-Darmstadt wurde mit Ausführungsverordnung vom 9. Dezember 1803 das Gerichtswesen neu organisiert. Für die Provinz Oberhessen wurde das „Hofgericht Gießen“ eingerichtet. Es war für normale bürgerliche Streitsachen Gericht der zweiten Instanz, für standesherrliche Familienrechtssachen und Kriminalfälle die erste Instanz. Die Rechtsprechung der ersten Instanz wurde durch die Ämter bzw. Standesherren vorgenommen und somit war für Trohe das „Stadtamt Gießen“ zuständig. Nach der Gründung des Großherzogtums Hessen 1806 wurden die Aufgaben der ersten Instanz 1821 im Rahmen der Trennung von Rechtsprechung und Verwaltung auf die neu geschaffenen Land- bzw. Stadtgerichte übertragen. „Landgericht Gießen“ war daher von 1821 bis 1879 die Bezeichnung für das erstinstanzliche Gericht, das für Trohe zuständig war.
Anlässlich der Einführung des Gerichtsverfassungsgesetzes am 1. Oktober 1879 wurden die bisherigen Land- und Stadtgerichte im Großherzogtum Hessen aufgehoben und durch Amtsgerichte an gleicher Stelle ersetzt, ebenso verfuhr man mit den als Obergerichten fungierenden Hofgerichten, deren Funktion nun die neu errichteten Landgerichte übernahmen. Die Bezirke des Stadt- und des Landgerichts Gießen wurden zusammengelegt und bildeten nun zusammen mit den vorher zum Landgericht Grünberg gehörigen Orten Allertshausen und Climbach den Bezirk des neu geschaffenen Amtsgerichts Gießen, welches seitdem zum Bezirk des als Obergericht neu errichteten Landgerichts Gießen gehört. Zwischen dem 1. Januar 1977 und  1. August 1979 trug das Gericht den Namen „Amtsgericht Lahn-Gießen“ der mit der Auflösung der Stadt Lahn wieder in „Amtsgericht Gießen“ umbenannt wurde.

## Bevölkerung

### Einwohnerstruktur 2011
Nach den Erhebungen des Zensus 2011 lebten am Stichtag dem 9. Mai 2011 in Trohe 1122 Einwohner. Darunter waren 48 (4,3 %) Ausländer. Nach dem Lebensalter waren 195 Einwohner unter 18 Jahren, 471 zwischen 18 und 49, 261 zwischen 50 und 64 und 195 Einwohner waren älter. Die Einwohner lebten in 513 Haushalten. Davon waren 162 Singlehaushalte, 162 Paare ohne Kinder und 138 Paare mit Kindern, sowie 30 Alleinerziehende und 24 Wohngemeinschaften. In 96 Haushalten lebten ausschließlich Senioren und in 375 Haushaltungen lebten keine Senioren.

### Einwohnerentwicklung
| • 1577: | 020 Hausgesesse                       |
| • 1667: | 011 Männer, ein Beisasse              |
| • 1742: | 025 Untertanen, 14 Junge Mannschaften |
| • 1806: | 129 Einwohner, 25 Häuser              |
| • 1829: | 145 Einwohner, 24 Häuser              |
| • 1867: | 127 Einwohner, 25 Häuser              |

| Trohe: Einwohnerzahlen von 1791 bis 2018 | Trohe: Einwohnerzahlen von 1791 bis 2018 | Trohe: Einwohnerzahlen von 1791 bis 2018 | Trohe: Einwohnerzahlen von 1791 bis 2018 | Trohe: Einwohnerzahlen von 1791 bis 2018 |
| --- | ---------------------------------------- | ---------------------------------------- | ---------------------------------------- | ---------------------------------------- |
| Jahr |                                          |                                          |                                          | Einwohner                                |
| 1791 | 1791                                     |                                          | 118                                      | 118                                      |
| 1800 | 1800                                     |                                          | 128                                      | 128                                      |
| 1806 | 1806                                     |                                          | 129                                      | 129                                      |
| 1829 | 1829                                     |                                          | 145                                      | 145                                      |
| 1834 | 1834                                     |                                          | 131                                      | 131                                      |
| 1840 | 1840                                     |                                          | 141                                      | 141                                      |
| 1846 | 1846                                     |                                          | 165                                      | 165                                      |
| 1852 | 1852                                     |                                          | 176                                      | 176                                      |
| 1858 | 1858                                     |                                          | 189                                      | 189                                      |
| 1864 | 1864                                     |                                          | 132                                      | 132                                      |
| 1871 | 1871                                     |                                          | 159                                      | 159                                      |
| 1875 | 1875                                     |                                          | 161                                      | 161                                      |
| 1885 | 1885                                     |                                          | 167                                      | 167                                      |
| 1895 | 1895                                     |                                          | 166                                      | 166                                      |
| 1905 | 1905                                     |                                          | 198                                      | 198                                      |
| 1910 | 1910                                     |                                          | 214                                      | 214                                      |
| 1925 | 1925                                     |                                          | 251                                      | 251                                      |
| 1939 | 1939                                     |                                          | 267                                      | 267                                      |
| 1946 | 1946                                     |                                          | 324                                      | 324                                      |
| 1950 | 1950                                     |                                          | 345                                      | 345                                      |
| 1956 | 1956                                     |                                          | 363                                      | 363                                      |
| 1961 | 1961                                     |                                          | 417                                      | 417                                      |
| 1967 | 1967                                     |                                          | 525                                      | 525                                      |
| 1980 | 1980                                     |                                          | ?                                        | ?                                        |
| 1990 | 1990                                     |                                          | ?                                        | ?                                        |
| 2003 | 2003                                     |                                          | 712                                      | 712                                      |
| 2011 | 2011                                     |                                          | 1.122                                    | 1.122                                    |
| 2016 | 2016                                     |                                          | 764                                      | 764                                      |
| 2018 | 2018                                     |                                          | 773                                      | 773                                      |
| Datenquelle: Historisches Gemeindeverzeichnis für Hessen: Die Bevölkerung der Gemeinden 1834 bis 1967. Wiesbaden: Hessisches Statistisches Landesamt, 1968. Weitere Quellen: LAGIS; Gemeinde Buseck:; Zensus 2011 |                                          |                                          |                                          |                                          |

### Historische Religionszugehörigkeit
| • 1830: | 145 evangelische (= 100 %) Einwohner                             |
| • 1961: | 307 evangelische (= 73,6 %), 61 katholische (= 14,6 %) Einwohner |

### Historische Erwerbstätigkeit
| • 1961: | Erwerbspersonen: 20 Land- und Forstwirtschaft, 103 Produzierendes Gewerbe, 34 Handel, Verkehr und Nachrichtenübermittlung, 40 Dienstleistungen und Sonstiges. |

## Persönlichkeiten
- Der Philosoph Hermann Glockner (1896–1979) lebte nach der Bombardierung von Gießen, am 6. Dezember 1944, in Trohe.
- Der Maler Ulrich Leman (1885–1988) lebte ab 1975 abwechselnd in Trohe und Deià, Mallorca.